# 잔루카 라마초티
잔루카 라마초티(이탈리아어: Gianluca Ramazzotti, 1970년 8월 22일 ~ )는 이탈리아의 배우이다.